# Охтмерслебен
Охтмерслебен (нем. Ochtmersleben) — община в Германии, в земле Саксония-Анхальт. 
Входит в состав района Оре. Подчиняется управлению Хоэ Бёрде.  Население составляет 530 человек (на 2011 год). Занимает площадь 9,41 км².